# 哥倫布圓環
哥倫布圓環（英語：Columbus Circle）是美國紐約市曼哈頓的地標，以克里斯托弗·哥倫布命名，於1905年建成，坐落在百老匯、中央公園西、59街和第八大道的交叉口，就在中央公園的西南側，任何離紐約市的距離都以此點為準。圓環是由威廉·菲爾普斯·伊諾設計。

## 交通樞紐
自建成之後，哥倫布圓環一直都是主要的交通樞紐。紐約地鐵及巴士的諸多路線都經過該地的59街-哥倫布圓環車站。

## 外部連結

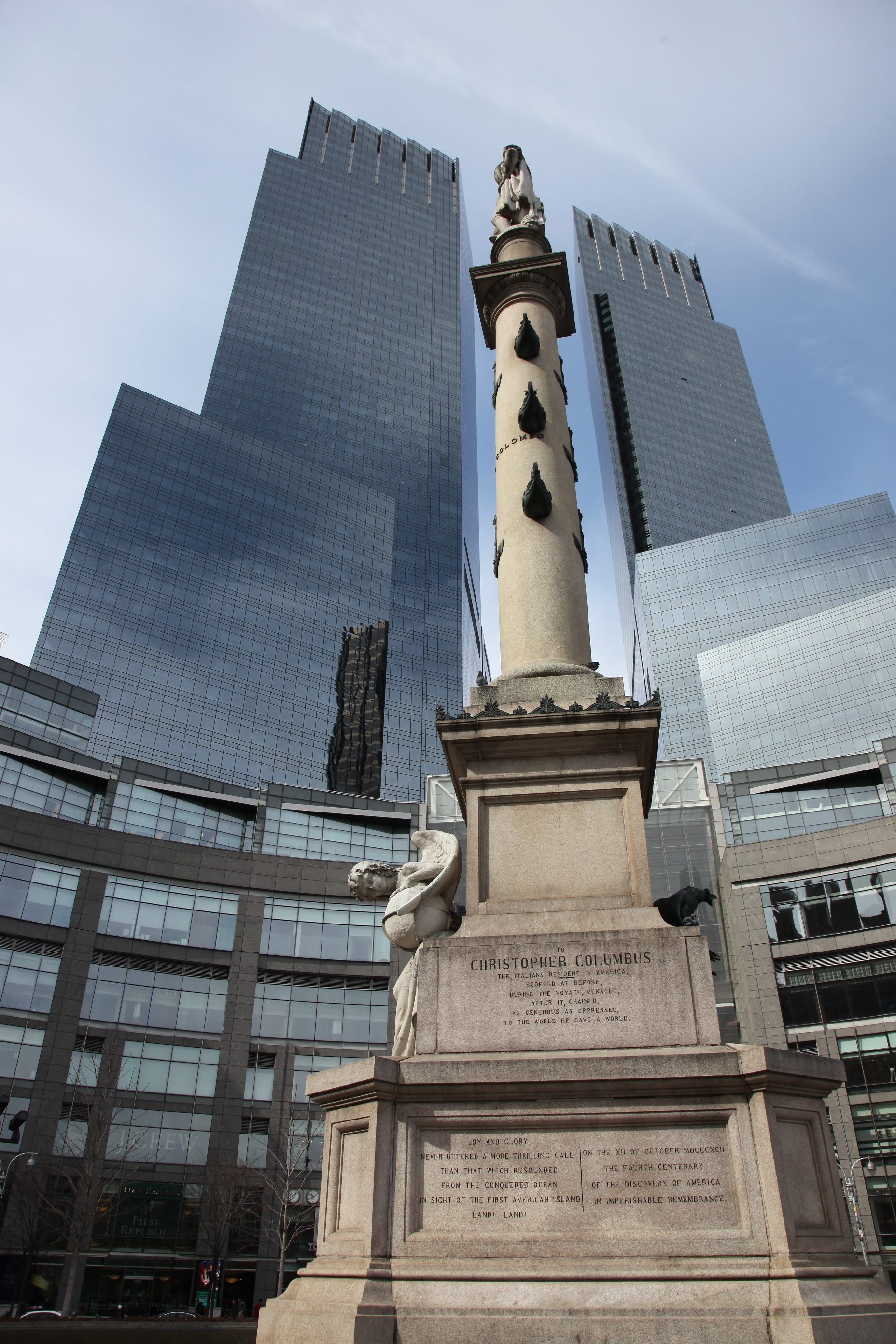
哥倫布圓環，後為時代華納中心大樓

- NYC Parks Department – Columbus Circle （页面存档备份，存于）
- Smithsonian's Inventory of American Sculpture Entry （页面存档备份，存于）
- New York City History – Columbus Circle （页面存档备份，存于）